# Valle, Arizona
Pentru alte utilizări ale termenului Valle, consultați pagina de deambiguizare, Valle
Valle este o localitate cu statutul de comunitate ne-încorporată din comitatul Coconino, Arizona, Statele Unite ale Americii. Localitatea se găsește la o altitudine de 1.827 metri (sau 5.994 feet, picioare), la intersecția a două drumuri statale, U.S. Route 180 și State Route 64.
Printre locurile care atrag turiștii sunt și Valle Airport (40G), un muzeu al avioanelor faimoase, Planes of Fame Air Museum și Flintstones Bedrock City. Întrucât localitatea este așezată la circa jumătatea drumului dintre orașele Williams sau Flagstaff și Marele Canion al fluviuului Colorado, turiștii motorizați opresc adesea aici.

## Istoric, descriere
Localitatea Valle nu se găsește pe multe din hărțile rutiere, incluzând pe cele realizate de compania Rand McNally, cunoscute subnumele geeneral de Rand McNally Road Atlas.
Localitatea Valle nu are niciun website. Există două stații de carburant, mai multe magazine și un mic oficiu poștal.